# Straxus
Straxus conocido como Lord Straxus o Darkmount es un personaje ficticio del universo de Los Transformers su afiliación pertenece a los Decepticons y es uno de los Decepticons más destacados como Shockwave, es un dictador al igual que este.

## Historia
Lord Straxus es un despiadado dictador en Polyhex su modo alterno es un cañón móvil cybertroniano, en una pequeña ciudad situada en el planeta Cybertron. Straxus ha creado un gran pánico, Lord Straxus es una amenaza ante cualquier Autobot o Decepticon que se revele ante el. Desde su trono en Darkmount, no hay ninguno en Polyhex que no se siente su influencia aplastante. Straxus impuso su ley, por la razón o los hechos este Decepticon desconoce la palabra compasión.
Posee de un potencial muy fuerte y una fuerza asombrosa, es más que capaz de hacer cumplir sus políticas, por lo general con un golpe mortal de su hacha de batalla. Este es tan temible es que tanto como Megatron, quien luego le da el cargo de dictador en el espacio, permitiendo que el tirano mezquino pueda aterrorizar a su rincón del mundo. Megatron puede dominar todo Cybertron, pero en Polyhex, las normas son de Lord Straxus.
Los Straxus fue derrotado al final por el Autobot Blaster escapando junto con Cosmos y Perceptor escapando de su tirania.
Straxus fue asesinado por Blaster, durante una batalla en el puente del espacio, Straxus lo atacó con el hacha, pero Blaster esquivó a un lado y Straxus cortó un vínculo de combustible que alimenta al estabilizador de puente espacial. En el punto álgido de la batalla, Blaster le dio una patada y Straxus tropezó luego en una región inestable de trans-dimensional del espacio en el Puente Espacial ahora inestable y se desintegró por completo. Las últimas palabras de Straxus fueron "Blaster me ahorraré los detalles", esto fue una burla irónica de una de las frases favoritas de Straxus.